# Velu Nachiyar
Rani Velu Nachiyar (Ramanathapuram, 3 de enero de 1730-Sivaganga, 25 de diciembre de 1796) fue una reina del estado de Sivaganga entre c. 1780-1790. Fue la primera reina india en librar la guerra a la Compañía Británica de las Indias Orientales en la India. Los tamiles la conocen como Veeramangai (mujer valiente). También se la denomina «la Juana de Arco de India».

## Biografía
Velu Nachiyar fue la princesa de Ramanathapuram y la única hija del rey Chellamuthu Vijayaragunatha Sethupathy y la reina Sakandhimuthathal del reino de Ramnad.
Nachiyar fue entrenada en muchos métodos de combate, incluido el uso de armas de guerra, artes marciales como Valari, Silambam, equitación y tiro con arco. Era una erudita en muchos idiomas y dominaba lenguas como el francés, el inglés y el urdu. Se casó con el rey de Sivagangai, con quien tuvo una hija. Cuando su esposo, Muthuvaduganathaperiya Udaiya Thevar, murió en una batalla con los soldados de la EIC, ella se vio envuelta en el conflicto. Escapó del campo de batalla con su hija.
Durante este período, formó un ejército y buscó una alianza con Hyder Ali con el objetivo de lanzar una campaña contra la Compañía de las Indias Orientales en 1780. Cuando Velu Nachiyar encontró el lugar donde el EIC almacenaba algunas de sus municiones, organizó un ataque suicida contra el lugar y lo hizo estallar. Nachiyar también tuvo una hija adoptiva, Udaiyaal, que dio su vida detonando el arsenal británico. La reina formó un ejército de mujeres y lo llamó «udaiyaal» en honor a su hija adoptiva.
Nachiyar reintegró el reino de su esposo y lo gobernó durante diez años más. En 1790, el trono fue heredado por su hija Vellacci. En 1780 otorgó poderes a su hija con los hermanos Marudu para que la ayudaran con la administración del reino. Velu Nachiyar murió unos años después, el 25 de diciembre de 1796.

## Cultura popular
El 31 de diciembre de 2008, se lanzó un sello postal conmemorativo a su nombre.
La Academia de Danza OVM de Chennai presenta "VELU NACHIYAR", un gran ballet de Danza sobre la reina Sivaganga.
Professo A.L.I., un artista de hip-hop tamil-estadounidense, lanzó una canción dedicada a Velu Nachiyar titulada Our Queen como parte de su álbum Tamilmatic en 2016.
El 21 de agosto de 2017, se realizó un gran ballet de danza en Naradha Gana Sabha en Chennai que representa la historia de vida de la reina Velu Nachiyar. La obra fue dirigida por Sriram Sharma, quien investigó la historia de vida de la reina durante casi una década.
El exministro principal de Tamil Nadu, Jayaram Jayalalithaa en 2014, inauguró el Veeramangai Velu Nachiyar Memorial en Sivagangai y dio a conocer una estatua de bronce de seis pies de la reina. También anunció que el 3 de enero se conmemorará anualmente como el aniversario del nacimiento de la valiente reina.